# Långrevet
Långrevet is een Zweeds eiland behorend tot de Lule-archipel. Het eiland ligt tussen Estersön en de noordpunt van Brändöskär. Het heeft geen oeververbinding en is onbebouwd. Het is in het noorden vergroeid met Stor Bullerskäret.
Långrevet is ook de naam van een deel van het eiland Yxören.